# Metaselena symphylos
Metaselena symphylos is een vlinder uit de familie van de bladrollers (Tortricidae). De wetenschappelijke naam van de soort is voor het eerst geldig gepubliceerd in 1981 door Horak & Sauter.